# Joseph Conombo
est un homme d'État burkinabé, né le 9 février 1917 à Kombissiri (Haute-Volta) et mort le 20 décembre 2008. Il fut premier ministre de la Haute Volta de 1978 à 1980.

## Biographie

### Enfance, études et carrière
Né le 9 février 1917 à Tampinko dans une famille de cultivateur il fait des études de médecine et obtient son diplôme de médecin a Dakar en 1942 . Tirailleur sénégalais pendant la Seconde Guerre mondiale, Joseph Conombo est élu en 1948 conseiller de l'Union française, puis député de la Haute-Volta (1951-1958). Il devient ensuite secrétaire d'État à l'Intérieur du gouvernement Pierre Mendès France (du 4 septembre 1954 au 20 janvier 1955).
À partir de l'Indépendance de la Haute-Volta (Burkina Faso à partir de 1984), acquise en 1960, Joseph Conombo devient successivement :
- premier vice-président de l'Assemblée nationale voltaïque (1961[3]),
- maire de Ouagadougou (1961-1965), capitale du pays,
- député (1970[4])
- et ministre des Affaires étrangères (1971-1974[4]).

Sa carrière culmine enfin par son accession au poste de Premier ministre de la Haute-Volta (du 7 juillet 1978 au 25 novembre 1980).
À la suite d'un putsch militaire, il a été emprisonné pendant quatre ans et libéré en 1985.
Il est à l'origine du jumelage de la commune de Illfurth en Alsace et de Kombissiri au Burkina Faso.

## Publications
- Mon idée – projet de société pour la Haute Volta (1976)
- Souvenirs de guerre d’un « tirailleur Sénégalais » (1989)
- Mba Tinga ou les traditions Mossé dans l’Empire du Moogho-Naba (1989)
- Acteur de mon Temps : un Voltaïque dans le XXè siècle (2003)
- Une autre conquête de l’Afrique par l’Amour et la Charité (2003)

## Hommage
Pour rendre hommage à l'homme politique, le 10 décembre 2015, le stade municipal de Ouagadougou est baptisé Stade Dr Issoufou Joseph Conombo,.